# Шивкумар Субраманиам
Шив Кумар Субраманиам (англ. Shiv Kumar Subramaniam; 23 декабря 1959, Бомбей — 10 апреля 2022, Мумбаи) — индийский актёр и сценарист. Лауреат кинопремии журнала Filmfare.

## Биография
Шивкумар начал свою актёрскую карьеру в театральной труппе Насируддина Шаха в 1980-х годах. В кино дебютировал в 1989 году, написав сценарий для фильма «Птицы» режиссёра Видху Винода Чопру. Он также сыграл в фильме небольшую роль. В следующие годы актёр снялся в «Судьбе солдата» (1991), «Саге о любви» (1994) и криминальной драме Drohkaal (1995). 
Как сценарист Шивкумар работал в таких фильмах, как Is Raat Ki Subah Nahin (1996), «Любовь превыше всего» (1999) и «Три карты» (2010). Он получил премию Filmfare Award за лучший сценарий за «Птиц» и Filmfare Award за лучший сюжет за «Росчерки судьбы» (2006), разделив её с Судхиром Мишрой и Ручи Нараин.
Актёр продолжил сниматься в XXI веке, приняв участие в таких фильмах, как «Школьный завтрак» (2011) и «Я — препод» (2018). Одна из его наиболее известных ролей — бизнес-магнат И. М. Вирани в телесериале Mukti Bandhan (2011), который имел приличное количество поклонников, несмотря на нетрадиционную концепцию. Популярность шоу помогла актёру получить премию Индийской телевизионной академии за лучшую мужскую отрицательную роль. Другой запоминающейся работой стал фильм «2 штата» (2014), за исполнение роли отца персонажа Алии Бхатт в котором он получил признание критиков. В 2017 году он снялся в веб-сериале Laakhon Mein Ek, сыграв строго директора подготовительных курсов. Годом ранее актёр сыграл второстепенную роль в фильме «Ты — моё воскресенье» (2016), получившем восторженные отзывы. Он также был частью хорошо принятых фильмов Nail Polish, с Арджуном Рампалом и Манавом Каулом в главных ролях, и «Минакши Сундарешвар» 2021 года.
Шивкумар скончался в Мумбаи 11 апреля 2022 года. У него осталась жена Дивья. Их сын Джехан умер от опухоли головного мозга в феврале того же года.